# Hidrònim
Un hidrònim és el nom d'un riu, llac o qualsevol massa d'aigua. És, per tant, un subtipus de topònim o nom de lloc. L'estudi dels hidrònims és l'hidronímia.
Molts hidrònims inclouen una referència a una paraula que significa «riu» o «aigua» sigui en llengües avui desaparegudes. Com per exemple el Danubi (de l'indogermànic dʰenh₂), o el Guadalquivir (de l'àrab Wadi al-Kabir, الوادي الكبير, el gran riu). Altres inclouen a més a més descripcions físiques del curs d'aigua, com el Llobregat (riu vermell), el Riu Groc xinès, el Riu de la Plata o el Riu Mississipi (riu gran).
Els hidrònims es mantenen sense gaires canvis entre pobles, malgrat l'evolució històrica, i per això són un bon indici per als estudiosos d'idiomes antics o extints. Així, per exemple, s'ha usat la hidronímia per establir els dos grans dialectes de l'indoeuropeu, segons l'arrel que feien servir com a base.